# 魔界の王座
「魔界の王座」（原題: Womb Raider）は、『チャームド〜魔女3姉妹〜』の第4シーズン第21話（通算:第87話）。
フィービー（アリッサ・ミラノ）たちが、魔王に就任した物見と対決する。

## ストーリー
愛する夫を殺してしまったフィービーは以前にもましてペイジに当たるようになる。しかし、これはお腹にいる赤ん坊の仕業であることがわかる。魔王の地位を手に入れようとする物見はフィービーを連れ去る。
地獄
物見はフィービーのお腹から赤ちゃんを奪い自分の体内に収める。そして新魔王として権威を身につける。フィービーたち3姉妹は防御の魔法を使い、物見に魔王の力を使わせようとする。この結果、物見は力を制御できなくなり自爆するのだった。

## キャスト
※俳優名（役名/声優名）の順。
- アリッサ・ミラノ(フィービー・ハリウェル/岡本易代)
- ホリー・マリー・コームズ（パイパー・ハリウェル/冬馬由美)
- ローズ・マッゴーワン (ペイジ・マシューズ/平澤由実)
- ブライアン・クラウス (レオ・ワイアット /家中宏)
- ドリアン・グレゴリー(ダリル・モリス /山野井仁)
- ジュリアン・マクマホン(コール・ターナー/横島亘)
- デビ・モーガン(物見/津田匠子)